# Guy Serge Yaméogo
Guy Serge Cédric Yaméogo (Akakro, 30 dicembre 2000) è un calciatore ivoriano, difensore svincolato.

## Carriera
Il 15 gennaio 2020 viene acquistato a titolo definitivo dalla squadra slovena del Tabor Sežana. Inoltre, conta sette presenze nella CAF Confederation Cup, due nella CAF Champions League e due nella UEFA Conference League.

## Statistiche

### Presenze e reti nei club
Statistiche aggiornate al 10 giugno 2021.
| Stagione        | Squadra         | Campionato      | Campionato | Campionato | Coppe nazionali | Coppe nazionali | Coppe nazionali | Coppe continentali | Coppe continentali | Coppe continentali | Altre coppe | Altre coppe | Altre coppe | Totale | Totale |
| Stagione        | Squadra         | Comp            | Pres       | Reti       | Comp            | Pres            | Reti            | Comp               | Pres               | Reti               | Comp        | Pres        | Reti        | Pres   | Reti   |
| --------------- | --------------- | --------------- | ---------- | ---------- | --------------- | --------------- | --------------- | ------------------ | ------------------ | ------------------ | ----------- | ----------- | ----------- | ------ | ------ |
| gen.-lug. 2020  | Tabor Sežana    | 1.SNL           | 12         | 0          |                 | -               | -               |                    | -                  | -                  |             | -           | -           | 12     | 0      |
| 2020-feb. 2021  | Samsunspor      | 1L              | 3          | 0          | CT              | 1               | 0               |                    | -                  | -                  |             | -           | -           | 4      | 0      |
| feb.-apr. 2021  | Westerlo        | D2              | 5          | 0          |                 | -               | -               |                    | -                  | -                  |             | -           | -           | 5      | 0      |
| Totale carriera | Totale carriera | Totale carriera | 20         | 0          |                 | 1               | 0               |                    | -                  | -                  |             | -           | -           | 21     | 0      |

## Palmarès

### Club

#### Competizioni nazionali
- Division 1B: 1

Westerlo: 2021-2022